# Arichanna askoldinaria
Arichanna askoldinaria là một loài bướm đêm trong họ Geometridae.